# Банкрофт
Банкрофт (на английски: Bancroft) е град в окръг Карибу, щата Айдахо, САЩ. Банкрофт е с население от 382 жители (2000) и обща площ от 1,7 km². Намира се на 1653 m надморска височина. ЗИП кодът му е 83217, а телефонният му код е 208.